# Ben Kantarovski
Benjamin Kantarovski (Newcastle, 20 gennaio 1992) è un ex calciatore australiano, di ruolo centrocampista.

## Carriera

### Nazionale
Nel 2009 ha partecipato al campionato mondiale di calcio Under-20 2009 svoltosi in Egitto.